# Provincia de Darhan-Uul
La aymag de Darhan-Uul (mongol: Дархан-Уул аймаг) es una de las 21 aymags (provincias) de Mongolia. Está situada en el norte del país, del cual toma una extensión de 3.275 kilómetros cuadrados, para una población total de 83.271 habitantes (datos de 2000). Su capital es Darhan.